# Instituto Português de Oncologia de Lisboa Francisco Gentil

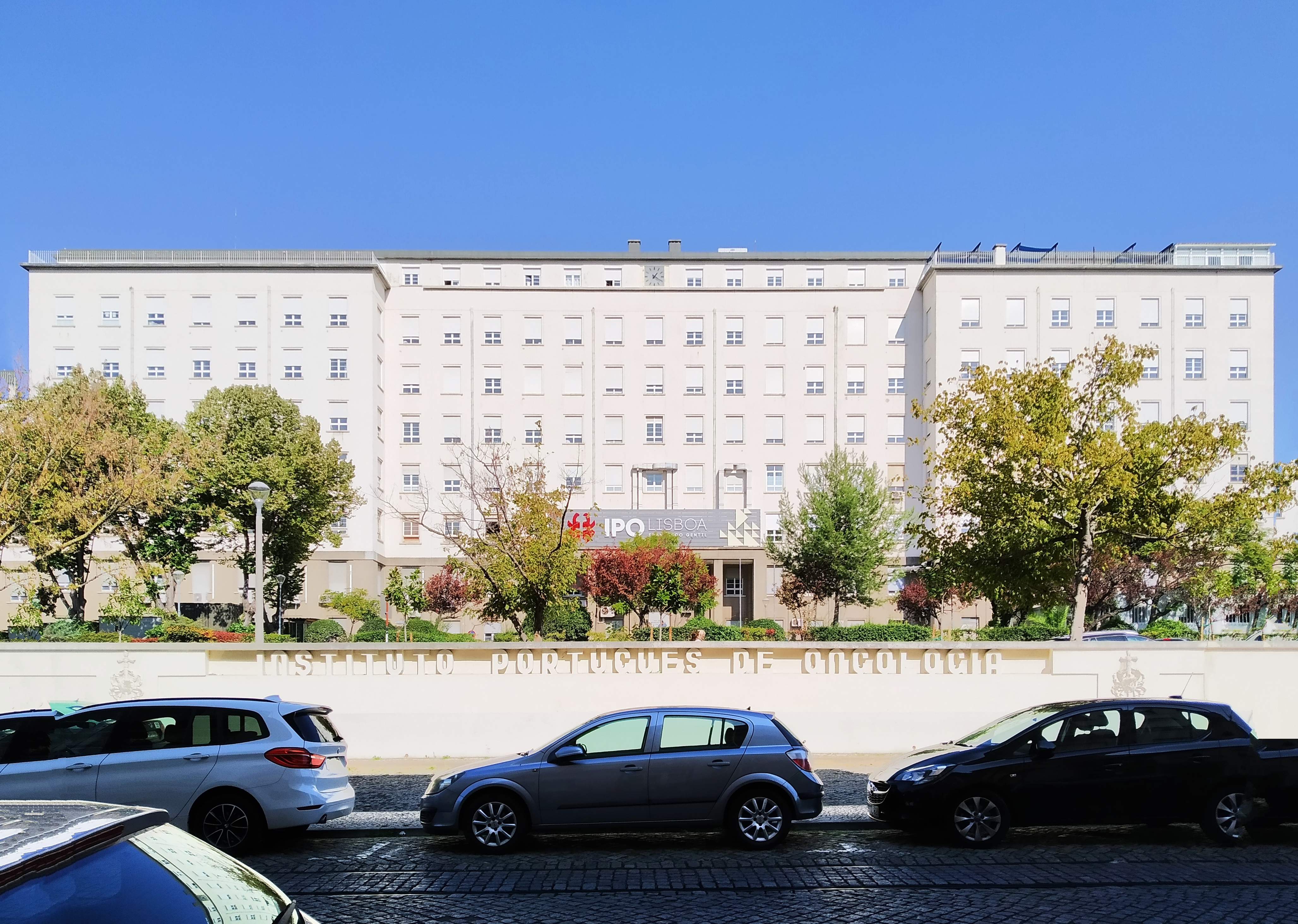
Fachada principal do IPO de Lisboa.

O Instituto Português de Oncologia de Lisboa Francisco Gentil (IPOLFG) MHC • GOSE • MHIH é um hospital oncológico situado em Lisboa, Portugal.

## História

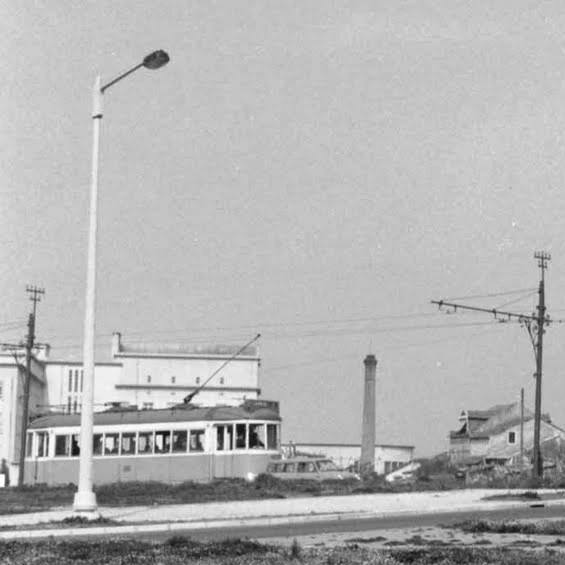
IPO de Lisboa em 1964.

Pavilhão de radioterapia do IPO Francisco Gentil, em Agosto de 2024.

O Instituto Português de Oncologia Francisco Gentil foi criado a 29 de Dezembro de 1923 com a designação de Instituto Português para o Estudo do Cancro (IPEC), através do decreto nº 9333. Ficou desde então sob a tutela do Ministério da Instrução Pública até 1987, altura em que passa para a dependência do Ministério da Saúde. Tinha, nesta época, sede provisória no Hospital de Santa Marta, em Lisboa.
Quatro anos mais tarde, em 1927, é inaugurado o primeiro pavilhão do IPO, designado Pavilhão A, que se localizava na Palhavã, Lisboa. O terreno de 7 hectares onde se localiza foi adquirido nesse mesmo ano, com verbas disponibilizadas pelo Instituto de Seguros Sociais Obrigatórios. De acordo com o que o Doutor Francisco Gentil (um dos grandes impulsionadores da criação do IPO) projectara, no Pavilhão A é instalado um Laboratório de Investigação de Isótopos para Aplicações Médicas, após a doação de verbas por parte do paciente Abílio Lopes do Rego (que dá o seu nome ao laboratório). Mais recentemente e de acordo com as exigências da evolução, este espaço deu lugar ao actual Laboratório de Medicina Nuclear.

Lar de doentes do IPO de Lisboa.

Vista geral, desde o lar de doentes, do complexo do IPO Francisco Gentil.

Em 1929 foi inaugurado o Pavilhão B, que se destinava a consultas das especialidades de dermatologia e urologia e em 1933 o Pavilhão C, com quatro pisos, entra em funcionamento. O Pavilhão Central / Bloco Hospitalar foi inaugurado em 1948. Actualmente o IPO de Lisboa conta com 10 pavilhões.
Em 1930 o Instituto Português para o Estudo do Cancro passa a designar-se Instituto Português de Oncologia (IPO), com a Portaria 6641.
A 5 de Outubro de 1931, foi agraciado com o grau de Grande-Oficial da Ordem Militar de Sant'Iago da Espada.
Cerca de 30 anos depois da criação do primeiro IPO surge, em 1953, é adquirido o terreno onde viria a ser construída a sede de Coimbra do IPO. A criação deste centro, que inaugurou em 1961, foi impulsionada pelo Professor Doutor Luís Raposo. Anos mais tarde, em 1977, o IPO de Coimbra autonomizou-se relativamente ao de Lisboa.
Ao longo do tempo, também o IPO de Coimbra teve necessidade de crescer sem, contudo, se deslocar da sua localização inicial. Assim, apresenta actualmente uma área de internamento, central de consultas, hospital de dia, radioterapia, estrurura hoteleira, serviço de medicina nuclear, serviço de imunohemoterapia, unidade de cirurgia, entre outros.
A 19 de Janeiro de 1994, foi agraciado com o grau de Membro-Honorário da Ordem Militar de Cristo.
A 29 de dezembro de 2023, foi agraciado com o grau de Membro-Honorário da Ordem do Infante D. Henrique.